# Хорреї

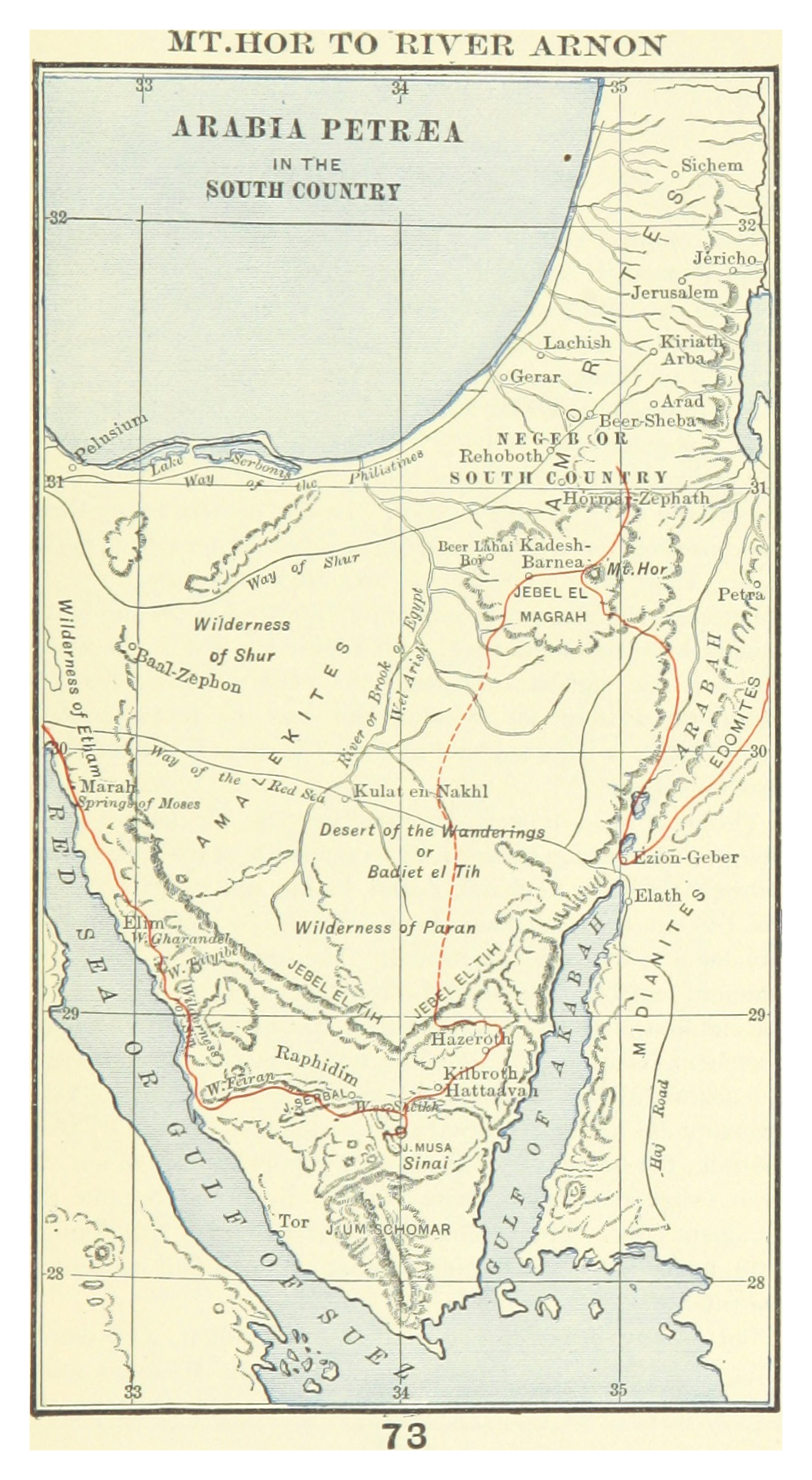
гора Хор знаходиться на розвилці червоних ліній

Хорреї (дав-євр. חרי; також хорі, хоріти) — стародавній біблійний народ, який жив у гірській країні Сеір, на південь від Мертвого моря (Бут 14:6). Управлялися старійшинами (Бут 36:20—30). До приходу євреїв являли собою релікт, частково асимільований Ідумеями (нащадками Ісава) (Втор 2:12). Іноді хорреїв ототожнюють з хуритами.

## Назва
Відповідно до Арчібальда Сейса (1915), хорреї були народом, який у єгипетських написах згадується як Хар і пов'язаний із південними регіонами Ханаану. У більш пізніх дослідженнях їх пов'язували з Хуритами, згаданими в Біблії як Хівіти.